# Vitbrynad solfjäderstjärt
Vitbrynad solfjäderstjärt (Rhipidura aureola) är en asiatisk fågel i familjen solfjäderstjärtar.

## Utseende
Vitbrynad solfjäderstjärt är en 18 cm lång flugsnapparliknande fågel med solfjäderformad , vitspetsad stjärt. Den har ett brett, vitt ögonbrynsstreck, svartaktig strupe och vita fläckar på vingtäckarna. Ovansidan är brun, medan den är vit på bröst och buk.

## Läten
Sången består av en serie ljusa, tunna toner: tre jämnt spridda "tut" följt av tre eller fler fallande toner. Bland lätena hörs även ett vasst "cheet".

## Utbredning och systematik
Vitbrynad solfjäderstjärt delas in i tre underarter med följande utbredning:
- Rhipidura aureola aureola – förekommer i norra Indien
- Rhipidura aureola compressirostris – förekommer på södra indiska halvön och Sri Lanka
- Rhipidura aureola burmanica – förekommer från Assam till västra Yunnan, Myanmar, Thailand och Indokina

## Status och hot
Arten har ett stort utbredningsområde och det finns inga tecken på vare sig några substantiella hot eller att populationen minskar. Utifrån dessa kriterier kategoriserar IUCN arten som livskraftig (LC).